# American Music Awards 2013
41-я церемония American Music Awards прошла 24 ноября 2013 года в Nokia Theatre в Лос-Анджелесе. На церемонии были признаны наиболее популярные исполнители и альбомы 2013 года. 10 октября 2013 года, Келли Кларксон и will.i.am объявили номинантов. Наибольшее число номинаций получили: Macklemore и Райан Льюис (6 номинаций), Тейлор Свифт (5 номинаций) и Джастин Тимберлейк (5 номинаций).
Самым большим победителем церемонии стала Тейлор Свифт, победив в четырёх номинациях, включая «Артист года», «Любимая поп/рок-певица», «Любимая кантри-певица» и «Любимый кантри-альбом». Джастин Тимберлейк победил в трёх номинациях: «Любимый поп/рок-певец», «Любимый соул/R&B-певец» и «Любимый соул/R&B-альбом».
Рианна стала победительницей во впервые представленной категории Icon Award, а также в номинации «Любимая соул/R&B-певица».

## Выступления

### Pre-Show
- Fifth Harmony — «Better Together»
- Jesse McCartney — «Back Together»

### Основное шоу
- Кэти Перри — «Unconditionally» (Intro)
- One Direction — «Story of My Life»
- Ариана Гранде — «The Way» / «Tattooed Heart»
- Imagine Dragons — «Demons» / «Radioactive»
- Питбуль / Кеша — «Timber»
- Джастин Тимберлейк — «Drink You Away»
- Florida Georgia Line / Nelly — «Cruise» / «Ride with Me»
- Рианна — «Diamonds»
- Macklemore и Райан Льюис / Рэй Далтон — «Can't Hold Us»
- Дженнифер Лопес — Трибьют Селии Крус: «Químbara» / «Bemba Colorá» / «La Vida es un Carnaval»
- A Great Big World[англ.] / Кристина Агилера — «Say Something»
- Кендрик Ламар — «Swimming Pools (Drank)» / «Poetic Justice»
- Леди Гага / Ар Келли — «Do What U Want»
- Люк Брайан — «That’s My Kind of Night»
- TLC / Lil Mama — «Waterfalls»
- Майли Сайрус — «Wrecking Ball»

## Победители и номинации
| Artist of the Year | Kohl’s New Artist of the Year                                                                                       |
| --- | --- |
| - Macklemore и Райан Льюис - Бруно Марс - Рианна - Тейлор Свифт - Джастин Тимберлейк                                                                                     | - Florida Georgia Line - Ариана Гранде - Imagine Dragons - Macklemore и Райан Льюис - Филлип Филлипс                |
| Favorite Pop/Rock Male Artist | Favorite Pop/Rock Female Artist                                                                                     |
| - Бруно Марс - Робин Тик - Джастин Тимберлейк | - Пинк - Рианна - Тейлор Свифт                                                                                      |
| Favorite Pop/Rock Band/Duo/Group | Favorite Pop/Rock Album                                                                                             |
| - Imagine Dragons - Macklemore и Райан Льюис - One Direction | - Take Me Home — One Direction - Red — Тейлор Свифт - The 20/20 Experience — Джастин Тимберлейк                     |
| Favorite Country Male Artist | Favorite Country Female Artist                                                                                      |
| - Люк Брайан - Хантер Хейз - Блэйк Шелтон | - Миранда Ламберт - Тейлор Свифт - Кэрри Андервуд                                                                   |
| Favorite Country Band/Duo/Group | Favorite Country Album                                                                                              |
| - The Band Perry - Florida Georgia Line - Lady Antebellum | - Crash My Party — Люк Брайан - Here's to the Good Times — Florida Georgia Line - Red — Тейлор Свифт                |
| Favorite Rap/Hip-Hop Artist | Favorite Rap/Hip-Hop Album                                                                                          |
| - Jay-Z - Лил Уэйн - Macklemore и Райан Льюис | - Magna Carta... Holy Grail — Jay Z - Good Kid, M.A.A.D City — Кендрик Ламар - The Heist — Macklemore и Райан Льюис |
| Favorite Soul/R&B Male Artist | Favorite Soul/R&B Female Artist                                                                                     |
| - Мигель - Робин Тик - Джастин Тимберлейк | - Сиара - Рианна - Алиша Киз                                                                                        |
| Favorite Soul/R&B Album | Favorite Alternative Artist                                                                                         |
| - Unapologetic — Рианна - Blurred Lines — Робин Тик - The 20/20 Experience — Джастин Тимберлейк                                                                          | - Imagine Dragons - The Lumineers - Mumford & Sons                                                                  |
| Favorite Adult Contemporary Artist | Favorite Latin Artist                                                                                               |
| - Maroon 5 - Бруно Марс - Пинк | - Марк Энтони - Принц Ройс - Ромео Сантос                                                                           |
| Favorite Contemporary Inspirational Artist | Favorite Electronic Dance Music Artist                                                                              |
| - tobyMac - Крис Томлин - Мэтью Уэст | - Avicii - Daft Punk - Кельвин Харрис - Zedd                                                                        |
| Single of the Year | Favorite Soundtrack                                                                                                 |
| - «Cruise» — Florida Georgia Line при участии Nelly - «Thrift Shop» — Macklemore и Райан Льюис при участии Wanz - «Blurred Lines» — Робин Тик при участии Фаррела и T.I. | - The Great Gatsby — Разные артисты - Les Misérables — Разные артисты - Pitch Perfect — Разные артисты              |
| Icon Award 2013 | |
| - Рианна | |